# Mobilno poslovanje
Mobilno poslovanje predstavlja proces primene mobilnih tehnologija u poslovne svrhe, za pružanje usluga, trgovine i vršenje plaćanja, u cilju što bolje poslovne efikasnosti. Efikasnost se odnosi na niže troškove poslovanja i bolju konkurentsku poziciju na tržištu. Razvitkom treće generacije mobilnih telefona omogućena je bolja propusnost raspoloživih podataka i novi spektar usluga koje su raslojene na tri pravca, to su: usluge mreže (network services), koje obuhvataju usluge telefonije kroz održavanje mreže; dodatne usluge vezano za mrežu, kao što su SMS, MMS poruke, glasovna pošta,audio-video konferencije i sl.; usluge vezane za učešće treće strane, npr. proces vršenja mobilnih finansija uz učešće preduzeća i banaka. Mobilno poslovanje predstavlja elektronsko poslovanje koje se obavlja u bežičnom okruženju uz pomoć bežičnih uređaja. Kod mobilnog poslovanja razlikuju se sledeće oblasti: mobilna poslovna komunikacija; mobilna trgovina i mobilna plaćanja. Prva oblast pokriva odnos preduzeća i komunikaciju između zaposlenih unutar samog preduzeća, dok druge dve oblasti reprezentuju odnose tipične između preduzeća i potrošača, B2C.
Mobilno poslovanje (Mobile business ili m-business) predstavlja novi oblik elektronskog poslovanja. Prednost mobilnog poslovanja je u tome što se ono može odvijati bilo gde i bilo kada uz primenu Internet tehnologije. Zbog svojih velikih potencijala, mobilna telefonija je vrlo brzo uočena kao tehnologija koja može značajno doprineti popularnosti i razvoju interneta. Iz tih razloga tehnologija mobilnog i bežičnog pristupa Internetu izaziva sve veću pažnju, kako kod stručnjaka koji su uključeni u njen razvoj, tako i kod korisnika. Iako, između ove dve tehnologije postoje velike razlike, mnogi u njihovoj integraciji vide velike perspektive za dalji razvoj kako interneta, tako i mobilnog poslovanja. Razlike između ove dve tehnologije je moguće premostiti samo preko odgovarajućih standarda. Takav jedan standard osmišljen je od strane WAP Foruma osnovanog 1997.godine od strane vodećih kompanija u mobilnoj tehnologiji (Ericsson, Motorola, Nokia, itd.) pod nazivom WAP (Wireless Application Protocol) 27. Početkom 1998.godine nastala je verzija WAP 1.0 , a nešto kasnije i druge verzije. Danas je u upotrebi standard WAP 2.0 čijom primenom je omogućeno da se putem mobilnog telefona mogu otvarati zahtevnije internet stranice.

## Mobilna poslovna komunikacija
Mobilna poslovna komunikacija pripada najstarijoj oblasti mobilnog poslovanja. Zbog toga je i najzastupljenija i obuhvata
- mobilnu poslovnu telefoniju
- tekstualne poruke SMS
- multimedijalne poruke MMS
- video konferencije, upotrebom 3G tehnologije
- internet komunikaciju (uključujući i korišćenje e-pošte)

## Generatori razvoja m-trgovine
Preduslov razvoja mobilne elektronske trgovine je dalji napredak i uvođenje novih tehnologija mobilnih telekomunikacija. Postojeće tehnologije su i jedino značajno ograničenje bržeg razvoja m-trgovine tehnologija i sistema. U Srbiji se pre par godina počela koristiti treća generacija mobilnih telekomunikacija, koja će stvoriti uslove za potpunu ekspanziju mobilne elektronske trgovine. Sada se može izdvojiti više generatora budućeg razvoja m-trgovine-a:
- masovno tržište mobilne telefonije
- nagli razvoj Interneta i elektronske trgovine
- usavršavanje opreme i uređaja za mobilnu telefoniju
- novi principi tarifiranja servisa
- uspeh u podeli licenci za UMTS (3G)

Tehnološki odlučujući faktor razvoja mobilne trgovine je UMTS mobilna mreža treće generacije. UMTS tehnologija u punoj meri obezbeđuje kvalitetan prenos video signala preko mobilne telekomunikacione mreže, sa brzinom prenosa podataka do 400 kB/s.

## Mobilna trgovina
Mobilna trgovina ima za cilj obavljanje trgovinskih transakcija primenom mobilnog telefona kao elektronske tehnologije i kanala za poslovanje. Kao pioniri u ovom poslu javili su se mobilni operateri koji su na ovaj način nastojali da isporuče fakturu i time ostvare naplatu za svoje usluge. Kao tehnologija mobilni telefoni nalaze primenu najviše u oblasti maloprodaje, što će reći u modelu B2C.U Srbiji je vlada Republike iznela strategiju razvoja trgovine koja je definisana u obliku zakona o elektronskoj trgovini. Takav zakon bi trebao da uredi i standardizuje način poslovanja putem elektronskih sredstava veza (kompjuteri, mobilnih uređaja, internet), kao i da zaštiti korisnike profesionalnih davalaca usluga. Tim zakonom će biti uređeni pravni značaj elektronskih isprava u odnosu na „papirne“, kao i pitanje mesta i vremena zaključenja ugovora u elektronskoj trgovini.

## Android
„Android“ je operativni sistem za mobilne uređaje zasnovan na Linuksu koji razvija udruženje Open Handset Alliance nа čijem čelu se nalazi kompanija Gugl.
Prvobitnog razvijača, istoimenu kompaniju, otkupio je Gugl 2005. godine. Prvobitno predstavljanje distribucije Android je najavljeno zajedno sa osnivanjem Open Handset Alliance, konzorcijuma od 86 kompanija koje se bave hardverom, softverom i telekomunikacijama, a koji je posvećen unapređivanju otvorenih standarda za mobilne uređaje.
„Android“ je zasnovan na izmenjenoj verziji Linux jezgra. Po broju prodatih pametnih telefona, zasnovanih na „android“ OS u SAD, u drugom kvartalu 2010. godine, „android“ se nalazi na prvom mestu sa udelom od 33 procenata.
„Android“ ima veliku zajednicu programera za pisanje aplikativnih programa koji proširuju funkcionalnost uređaja. Trenutno postoji preko 250.000 aplikacija dostupni za „android“. Programeri pišu kontrolisani kod u Java jeziku, kontrolišući uređaj preko Gugl razvojne Java biblioteke.
Početak „android“ distribucije najavljen je 5. novembra 2007. godine zajedno sa osnivanjem Open Handset Alliance, udruženja 78 kompanija posvećene unapređenju otvorenih standarda za mobilne uređaje. Gugl je veći deo „android“ koda objavio pod Apache licencom, licencom slobodnog softvera i licencom otvorenog koda.
„Android“ OS se sastoji od 12 miliona linija koda, uključujući 3 miliona linija XML koda, 2,8 miliona linija  koda, 2,1 miliona linija  koda i 1,75 miliona linija C++ koda.

## Mobilne finansije i WAP
Mobilno plaćanje (Mobile payments, M-payments) je novi i veoma korišćeni, alternativni način plaćanja. Umesto plaćanjem u gotovom novcu, čekom ili kreditnom karticom korisnik može korišćenjem mobilnog aparata da plati raznu vrstu usluga kao i raznu vrstu artikala:
- Muzika, filmova, melodija za mobilne aparate, online igre, slika za pozadine i ostaloga
- Naplate za prevoz (autobusom, podzemnom železnicom ili vozom), plaćanje parking mesta i druge usluge
- Knjige, magazini, karte i druge slične artikle

Razvojem WAP (engl. Wirelless Aplication Protocol), standarda koji omogućava brz i lak pristup Internet orijentisanim sadržajima i servisima najčešće putem mreže za globalne komunikacije GSM i opšteg paketnog radio prenosa GPRS (engl. General Packet Radio Service), sve prednosti korišćenja online bankarstva postale su realnost. Klijenti uz pomoć mobilnog telefona, a putem globalne mreže, imaju mogućnost pristupa svom računu u banci. Mobilni telefon, u odnosu na računar spregnut na Internet,daje jednu značajnu prednost-mobilnost. Mobilni uređaji moraju imati pretraživački softver, koji čita WML (Wireless Mark-Up Language) sa nekog od provajdera na mreži globalnog sistema za mobilne komunikacije-GSM. Većina GSM provajdera dozvoljava samo korisnicima svoje mreže pristup svom WAPgateway-u. Kada se dobije pristup, adresovanje postaje slično kao na Internetu. Još jedan drugi jezik može biti korišćen za pregled teksta na Web stranama pomoću bežičnih uređaja, koji nije baziran na XML-u, a to je engl. Handheld Device Markup Language (HDML). Jedan od pogodnih protokola za podržavanje mobilnih plaćanja je i bežični, tj. mobilni novčanik (engl. M-wallet), koji omogućuje korisniku pogodnost plaćanja pritiskom na taster, pošto sadrži sve potrebne informacije u memoriji čipa na kartici. Zbog nepostojanja opšteprihvaćenih standarda razni operateri mobilnih mreža, proizvođači mobilnih telefona i banke udruživali su se u razne asocijacije za postizanje zajedničkih standarda. Na primer Visa International su razvile EMV standard, koji ima za zadatak obezbeđenje sigurnosti pri transakcijama, interoperabilnost i multifunkcionalnost.

## Vrste mobilnog poslovanja
Postoje dve najznačajnije softverske platforme na kojima se zasnivaju servisi u mobilnom poslovanju, a to su aplikacije zasnovane na SMS uslugama i aplikacije razvijene kao posebni softverski programi koje korisnici instaliraju u svoje mobilne aparate putem kojih se onda konektuju na mobilni internet preko svog mobilnog provajdera.

### SMS poslovanje
Platforma na kojoj su se zasnivale prve m-banking usluge, a trenutno je dosta prisutna u Srbiji, dok u svetu sve više gubi na značaju. Davaoc usluga, dakle konkretna banka ili neki outsourcing partner kojeg je banka odabrala mora da razvije SMS portal koji bi svojim korisnicima omogućavao upotrebu ovog servisa. Klijenti željenu informaciju mogu dobiti u određeno vreme ili na zahtev, tako da su podržani i push i pull modeli poslovanja. Pull tehnologija je tehnologija u kojoj klijent inicira komunikaciju koristeći svoj telefon za poziv gatewaya i zahtevajući podatke.Tada se podaci dovlače sa aplikacionog servera na mobilni uređaj. U push tehnologiji aplikacioni server ima veću kontrolu nad mobilnim uređajima. Aplikacioni server donosi odluku kada će poslati podatke mobilnom uređaju, za push tehnologiju nije potreban prethodni zahtev. Aktivirana usluga omogućava klijentu, u svakom momentu:
- proveru stanja na računu, na zahtev, dnevno ili po promeni
- obavljanje platne transakcije, pri čemu se mogu vršiti plaćanja samo na unapred navedene račune
- uvid u važeću kursnu listu i sl.

### WAP poslovanje
WAP poslovanje se pojavilo posle SMS poslovanje sa razvojem WAP standarda koji je omogućio pristup internetu putem mobilnih telefona. To znači da je klijentima banke omogućeno da uz pomoć mobilnog telefona, a putem Interneta pristupe svom računu u banci. Neki autori pod terminom mobilno poslovanje podrazumevaju isključivo WAP poslovanje, dok SMS poslovanje klasifikuju kao posebnu bankarsku uslugu. Konekcija sa bankom se ostvaruje putem mobilnog telefona koji u sebi ima ugrađen WAP uređaj. Da bi mogla da se koristi WAP usluga bilo koje banke, korisnik mora da ima mobilni telefon koji podržava WAP. Pri tome korisnik jedino plaća za ostvareni GPRS saobraćaj operateru mobilne telefonije. Dakle, WAP bankarstvo podrazumeva pristup bankarskim uslugama direktno putem mobilnog interneta ili indirektno posredstvom posebno instaliranog programa (aplikacije) u mobilnom telefonu putem kojeg se on spaja na mobilni internet.

## Mobilno plaćanje
Servisi mobilnog plaćanja još uvek su u početnoj fazi razvoja i još ni jedno rešenje nije prihvaćeno kao najbolje koje bi zadovoljilo kritičnu masu korisnika i koje bi se nametnulo kao standard na tržištu. Razvoj mobilnog plaćanja će se nastaviti sve dok se jedno ili dva rešenja ne izdvoje i postanu opšteprihvaćen način plaćanja. Za sada je nekoliko rešenja pokazalo zavidne rezultate u ovoj oblasti.

### Plaćanje preko kartica
Prvi pokušaji mobilnog plaćanja su bili u obliku integracije standardnih bankarskih kreditnih/debitnih kartica i mobilnog telefona. Princip plaćanja bio je sledeći. Korisnici su pomoću telefona ili interneta naručivali proizvode i preko mobilnog telefona primali SMS poruke o uspešnoj narudžbini, a zatim su kompletirali transakciju ubacujući karticu u čitač i unoseći šifru. Ovakva vrsta plaćanja dovodi do uverenja da su ovi uređaji korisniji od mobilnih telefona. Međutim, kompanije bi morale da ponude integrisano rešenje mobilnih uređaja i čitača kartica. Prednost u ovom slučaju je visok stepen sigurnosti koju nude čitači kartica.

### Rešenja koja ne koriste kartice
Kompanije takođe nude usluge mobilnog plaćanja koja ne koriste smart kartice. Korisnici obavljaju transakcije tako što unose poseban broj, koji se odnosi npr. na parking servis ili bilo koji drugi servis. Operater mobilne telefonije u ovim slučajevima ima ulogu klirinške kuće, tako što kreditira korisnikov unapred određeni račun. Ovako rešenje se pokazalo kao veoma uspešno za manja plaćanja, kao što je npr. plaćanje u trgovini i sl. Ovakve aplikacije plaćanja bez upotrebe kreditnih kartica su veoma atraktivne za korisnike, pošto omogućavaju klijentima i trgovcima da obavljaju plaćanja upotrebom postojeće infrastrukture. Dakle, nema potrebe za kupovinom posebnih uređaja kod kupca, niti kompanije moraju dodatno da investiraju u svoju opremu. Najvažniji nedostatak ovakvog načina plaćanja je nedovoljna sigurnost, jer se ovo rešenje oslanja na sigurnost GSM mreže, koja sama po sebi nije dovoljna barijera u sprečavanju zloupotrebe prilikom obavljanja transakcija

### Bluetooth rešenja
Bluetooth je tehnologija koja omogućava bežičnu komunikaciju između uređaja na malim razdaljinama (od 1-100 metara) u zavisnosti od klase koju ti uređaji podržavaju. Blutut tehnologija radi na principu slanja brzih radio signala i doživela je veliku popularnost i primenu u mobilnoj telefoniji. Takođe ova tehnologija ima veliki potencijal i može da bude iskorišćena i implementirana u sistemu mobilnog plaćanja. Pomoću bluetooth tehnologije korisnici bi mogli da obavljaju razne vrste plaćanja tako što bi svoj mobilni telefon prineli uređaju za plaćanje i na taj način obavili transakciju. Moguće je da u budućnosti ovaj oblik plaćanja dobije na značaju i zameni plaćanje putem kreditne kartice

## Aplikacije u m-trgovini
Danas različite aplikacije u m-trgovini povećavaju pristupnost sistemima koje svojom mogućnošću daju mobilnim servisima da pristupe svojim mobilnim uređajima svakodnevno i na svakoj geografskoj lokaciji. Uopšte govoreće aplikacije koje se koriste u m-trgovini su veoma rasprostranjene. Ovo se može shvatiti gledajući iz ugla da poneke aplikacije koje se koriste u standardnoj elektronskoj trgovini mogu se koristi i u m-trgovini. Kategorije u kojima se mogu koristiti:
- Mobilne transakcije i plaćanja
- Obrazovanju
- Mobilne učionice i laboratorije
- Škole i centrima obuke
- ERP
- Upravljanju resursima
- Zabava
- Inovativno praćenje
- Servisi za isporuku i transport
- Saobraćaj
- GPS, pravcu i saobraćajnoj pomoći
- Transportnoj i saobraćajnoj industriji
- Turizmu

Aplikacije u m-trgovini se generalno mogu podeliti na oblasti upravljanje transakcijama, slanje digitalnih sadržaja i telemetrijske usluge. Takođe dalja podela bi podrazumevala pasivne i aktivne aplikacije m-trgovine. Aktivne aplikacije se odnose na aplikacije gde korisnici vrše upotrebom svojih mobilnih uređaja. S druge strane, pasivne aplikacije se aktiviraju izvršavanjem određenih procesa ili gde pomažu korisnicima da se dalje odvija proces m-trgovine.
Primer proizvoda m-trgovine. Revolucija mobilnih telefona je izazvala nagli rast međusobne komunikacije između ljudi, ali trenutno najveći izazov je u povezivanju modelom M2M (mašine-do-mašina) i M2C (mašine-do-korisnika). Ovo se postiže u već pomenutom telekomunikacionom infrastrukturom bežičnih WAN i LAN mreža. Jedan od načina poslovanja ovog načina plaćanja je i upotrebom telemetrijskih sistema. Omogućavanjem nadgledanja, analize kontrole i održavanja, kao i skupljanjem informacija pomoću mobilnih uređaja, objavljivanjem istih pomoću automatizovanih mašina. Sistem ljudima koji ga koriste omogućuje slanje poruka o statusu različitih podataka, greškama, kao i tehničkim problemima putem SMS,e-mail poruka ili na web stranama aparata korisnika.
Primer upotrebe pasivne aplikacije u okviru modela M2M i M2C upotrebom telemetrijskih sistema su i vodomeri novije proizvodnje koji se koriste u industriji. Oni omogućavaju korisniku da preko mobilnog aparata provere trenutnu potrošnju vode. Princip rada ove aplikacije koje koriste protokole mobilne telefonije kao što su GSM, GPRS, EDGE, UMTS ili HSPDA (engl. High-Speed Downlink Packet Access – protokol je primenjen u mobilnim mrežama 3G), je da omoguće korisnicima da direktno preko vodomera prate potrošnju vode u određenom vremenskom periodu. Podaci o potrošnji vode se tada šalju na web site upotrebom mobilnih telekomunikacionih mreža. Princip rada se zasniva tako što su monitori povezani s vodomerima koje iščitavaju količinu potrošene vode. Ovakvi monitori skupljaju podatke i povremeno ih šalju na web site. Uobičajena instalacija podrazumeva da će se sačuvati određeni broj podataka na svakih 15 minuta, pri čemu će se sačuvani podaci slati dva puta dnevno na web site. Monitor za vodu sadrži bateriju kao napojnu jedinicu i koja je se puni uz pomoć solarne energije. Ovi uređaji imaju posebne modeme koje rade na pomenutim protokolima. GSM/GPRS 3Gmodemi, alarmi i kontroleri koji daljinskim putem čine: 
- opremu za nadgledanje (monitor) okruženja
- pristupnost slanju podataka na web site,
- pristupnost podacima
- kontrolnu opremu
- slanje uzbune(alarmiranje) putem faksa, SMS ili e-maila